# Trivial Pursuit
Trivial Pursuit é um famoso jogo de tabuleiro criado em 1979 que testa o conhecimento dos jogadores em várias áreas. Os jogos mais recentes têm as seguintes categorias: História (amarelo), Geografia (azul), Arte e Literatura (roxo), Desporto e Lazer (laranja), Ciências e Natureza (verde) e Entretenimento (rosa).

## Componentes
- 1 tabuleiro
- 400 cartas
- 1 dado
- 6 peças
- 36 fichas coloridas

## Objetivo
Ser o primeiro jogador a completar um suporte com seis fichas.

## Categorias das Cartas
O jogo possui 6 categorias, cada uma representada por uma cor.

### Geografia (Azul)
- Povos e costumes;
- Lugares do Mundo, incluindo monumentos, cidades importantes, pontos turísticos, fronteiras, referência geográficas como montanhas, rios etc.

### História (Amarelo)
- História Geral, da Antiguidade aos dias de hoje;
- Personalidades da história.

### Arte e Literatura (Roxo)
- Música popular e clássica;
- Cinema e teatro;
- Artes plásticas;
- Banda desenhada;
- Rádio;
- Artistas (ex: Pablo Picasso, Luís de Camões, Beatles, etc).

### Desporto e Lazer (Laranja)
- Tipos de desportos;
- Olimpíadas;
- Mundiais;
- Jogos de Mesa;
- Atividades físicas ou intelectuais;
- Passatempos.

### Ciências e Natureza (Verde)
- Ciências Exatas (Física, Matemática e Química);
- Biologia (fenômenos naturais, zoologia e botânica);
- Descobertas científicas e tecnológicas.

### Entretenimento (Rosa)
- Televisão.